# (10516) Sakurajima
(10516) Sakurajima ist ein Asteroid des Hauptgürtels, der am 1. November 1989 von den japanischen Amateurastronomen Masaru Mukai und Masanori Takeishi an der Kagoshima Station (IAU-Code 364) der JCPM in Chile entdeckt wurde.
Der Himmelskörper gehört zur Nysa-Gruppe, einer nach (44) Nysa benannten Gruppe von Asteroiden (auch Hertha-Familie genannt, nach (135) Hertha).
Der Asteroid wurde am 14. Juni 2003 nach dem aktiven Vulkan Sakurajima  in der Präfektur Kagoshima auf der Insel Kyūshū benannt.